# Montage - The Nightlife Tour
Montage - The Nightlife Tour var Pet Shop Boys liveturné 1999-2000.
Låtlista:
- For Your Own Good
- West End Girls
- Discoteca
- Being Boring
- Closer to Heaven
- Can You Forgive Her?
- Only the Wind
- What Have I Done to Deserve This?
- New York City Boy
- Left to My Own Devices
- Young Offender
- Vampires
- You Only Tell Me You Love Me When You're Drunk
- Was It Worth It?
- Se A Vida É (That's the Way Life Is)
- I Don't Know What You Want But I Can't Give It Any More
- Always on My Mind
- Shameless
- Opportunities (Let's Make Lots of Money)
- It's a Sin/I Will Survive (medley)
- It's Alright
- Footsteps
- Go West

En låt som inte finns med på turnéns DVD-release men som ibland framfördes var Happiness Is An Option.